# Аут (рагби 13)
У рагбију 13, извођење аута је знатно једноставније и брже него у рагбију 15. 
Рагбиста иза аут линије, ногом додирује лопту, а затим је рукама додаје саиграчу који је на терену.